# Plionarctos
Plionarctos je izumrli rod zvijeri iz porodice medvjeda. Živjeli su u Sjevernoj Americi i Europi za vrijeme kasnog miocena i pleistocena (prije 10,3-3,3 milijuna godina). 
Ime rodu je dao Frick 1926. godine. Tipna vrsta je Plionarctos edensis. U porodicu medvjeda smjestili su ga Frick (1926.) i Carol (1988.); dok je ga u tribus Tremarctini uvrstio Hunt 1998.